# دولوفي (كونييتش)
دولوفي (بالسيريلية Долови) هي قرية في البوسنة والهرسك. وهي تقع في بلدية كونييتش التابعة لكانتون الهرسك-نيريتفا في اتحاد البوسنة والهرسك. طبقا لنتائج تعداد البوسنة عام 2013 لم تسجل فيها أي إحصائيات.

## التاريخ
تقع على أراضي القرية مقبرة تعود إلى القرون الوسطى وهي مدرجة على قائمة الآثار الوطنية للبوسنة والهرسك.

## التركيبة السكانية

### التطور التاريخي للسكان
| 1961 | 1971 | 1981 | 1991 | 2013 |
| ---- | ---- | ---- | ---- | ---- |
| 158  | 100  | 69   | 73   | 0    |

### توزيع السكان حسب الجنسية (1991)
في عام 1991 كان عدد سكان القرية 73 نسمة وكانوا جميعا من الصرب.

## وصلات خارجية
- Maplandia (بالإنجليزية)